# Bondoption
Bondoptionen sind Derivate und gehören zur Gruppe der Optionen.
Eine Bondoption ist das Recht, ein festverzinsliches Wertpapier zu einem bestimmten Zeitpunkt zu vorher vereinbarten Konditionen zu kaufen oder zu verkaufen.
Wer in der Longposition steht, hat das Ausübungswahlrecht.
- Eine Europäische Bondoption, ist die Option ein Wertpapier an einem festgelegten Datum in der Zukunft zu kaufen oder zu verkaufen.
- Eine Amerikanische Bondoption, ist die Option ein Wertpapier an einem festgelegten Datum in der Zukunft oder davor zu kaufen oder zu verkaufen

Generell kauft man eine Kaufoption wenn man glaubt, dass der Kurs steigen wird. Hingegen kauft man eine Verkaufsoption wenn man glaubt, dass der Kurs fallen wird.